# マイケル・ジャイルズ
マイケル・ジャイルズ（Michael Rex Giles、1942年3月1日 - ）は、イングランド出身のドラマー。ロック・バンドのキング・クリムゾンの創設メンバーの一人。
「ローリング・ストーン誌の選ぶ歴史上最も偉大な100人のドラマー」において49位。

## 経歴

### 活動開始期の足跡
ドーセット最大の都市のボーンマスの郊外で育った。10代の時からドラマーとして活動を始め、1961年11月、ダウランド兄弟をフィーチャーしたザ・ダウランド・ブラザーズのバック・バンドに、ベーシストである弟のピーター・ジャイルズと共に参加して、初のレコーディングを経験した。1964年にはプロ活動に専念する為、兄弟揃ってビート・バンドのトレンドセッターズ・リミテッドに加入して、シングルの制作やヒット歌手のイギリス公演のバック演奏など数多くの経験を積んだ。

### ジャイルズ・ジャイルズ&フリップからキング・クリムゾンへ
イギリスのミュージック・シーンの主流がビート・バンドからアート・ロックに切り替わった1967年春に、ジャイルズ兄弟はトレンドセッターズ・リミテッド改めザ・ブレインを脱退。二人は新聞に歌えるオルガニストの募集広告を載せたが、結局ドーセット出身の歌えないギタリストのロバート・フリップを迎え、同年8月にジャイルズ・ジャイルズ&フリップ（以下GG&F）を結成した。
GG&Fは1968年9月13日にアルバム『チアフル・インサニティ・オブ・ジャイルズ・ジャイルズ&フリップ』を発表。彼等はイアン・マクドナルド（サクソフォーン、フルート、キーボード）、脱退した弟ピーターの後任としてグレッグ・レイク（ベース・ギター、ボーカル）を迎えて、1969年1月22日にキング・クリムゾンになった。さらにマクドナルドの曲の作詞を担当していたピート・シンフィールドがメンバーに加わり、1969年10月にデビュー・アルバム『クリムゾン・キングの宮殿』が発表された。

### キング・クリムゾンからの脱退とその余波
キング・クリムゾンは『クリムゾン・キングの宮殿』の発表の直後にアメリカ・ツアーを開始したが、ジャイルズとマクドナルドはリーダーのフリップとの溝を深めていった。その上、ツアーの過酷な日程がもたらした心身の疲労に加えてプライベートの事情が重なった結果、二人は同年12月に脱退を表明。オリジナル・メンバーのキング・クリムゾンはわずかアルバム1作を発表しただけで終焉を迎えた。
1970年、ジャイルズはフリップの依頼でキング・クリムゾンのセカンド・アルバム『ポセイドンのめざめ』に客演した後、マクドナルドとの共作アルバム『マクドナルド・アンド・ジャイルズ』を制作して翌1971年1月に発表した。弟のピーターも全面参加した本作は一部評論家から高い評価を得たが、商業的成功は得られなかった。
ジャイルズはキング・クリムゾンのアメリカ・ツアーでアメリカ人の音楽に対する柔軟性に触れ、自らの創作活動に迷いを感じるようになっていた。一方、マクドナルドは『マクドナルド・アンド・ジャイルズ』のレコーディングに時間と費用がかかり過ぎたのでラフ・ミックスの状態で発表せざるをえなかったという不満を抱いており、ジャイルズとのプロジェクトを継続する意欲を失いつつあった。さらに彼は恋人との関係が終焉してセラピーを受けるために渡米したので、結局マクドナルド・アンド・ジャイルズもアルバム1作のみで消滅した。

### セッション・ドラマーとして
マクドナルド・アンド・ジャイルズの後、ジャイルズはセッション・ミュージシャンとして活動していった。元ザ・ナイスのリー・ジャクソンが結成したジャクソン・ハイツの一連の作品、ケヴィン・エアーズの『夢博士の告白』、元ファミリーのロジャー・チャップマンとチャーリー・ホイットニーによる『ストリートウォーカーズ』などの他、ロジャー・グローヴァー、アンソニー・フィリップス、グラハム・ボネット、レオ・セイヤー、ペンギン・カフェ・オーケストラ、ブライアン・フェリー、グレッグ・レイクらの作品に参加した。
1978年、弟のピーター、デイヴ・マクレエ、元キャラヴァンのジョン・G・ペリー、ジェフリー・リチャードソンらを迎えて、ソロ作品を録音。この作品は25年後の2002年にソロ・アルバム『プログレス』として日の目を見た。
ジャズや映画音楽の分野でも活動し、1983年にはデヴィッド・カニンガム、ジェイミー・ミューアらと共に、ケン・マクマラン監督の映画 "Ghost Dance" のサウンドトラックを制作した。この作品は1995年にCDで発売された。

### 21stセンチュリー・スキッツォイド・バンドとソロ活動
1999年にはマクドナルドの初のソロ・アルバム『ドライヴァーズ・アイズ』の制作に参加。
2002年には、マクドナルドと共同で『マクドナルド・アンド・ジャイルズ』のリマスター作業を行なった。そしてマクドナルド、弟ピーター、マクドナルドの後任として1970年から1972年までキング・クリムゾンに在籍したメル・コリンズ、レベル42やロング・ハローで活動した娘婿のジャッコ・ジャクジクと「21stセンチュリー・スキッツォイド・バンド」を結成して、かつてのキング・クリムゾン・サウンドを回顧するかのごとき演奏活動を行った。彼等のコンサートでは、キング・クリムゾンの1972年までの作品を中心に、『マクドナルド・アンド・ジャイルズ』の収録曲やマクドナルドやジャクジクのソロ作品も披露された。しかし彼は2002年の日本公演の後で脱退した。
2008年、Adrian Chivers（ホーン）、Daniel Pennie（ギター）と「マイケル・ジャイルズ・マッド・バンド」を結成。このトリオは過去のクリムゾン・サウンドとは一線を画するアヴァンギャルドな作風を持っている。2009年にスタジオ・アルバムThe Adventures Of The Michael Giles MAD BAND、2011年にキース・ティペットを迎えたライブ・アルバムIn The Momentを発表した。
2019年の時点で、出版を目標に心理学の本の原稿を執筆していた。

## 主なディスコグラフィ

### ジャイルズ・ジャイルズ&フリップ
- 『チアフル・インサニティ・オブ・ジャイルズ・ジャイルズ&フリップ』 - The Cheerful Insanity of Giles, Giles and Fripp (1968年)
- "One in a Million / Newly Weds" (1968年) ※シングル
- "Thursday Morning / Elephant Song" (1968年) ※シングル
- Metaphormosis (2001年)[20]
- 『ザ・ブロンデスベリー・テープス』 - The Brondesbury Tapes (2001年)[21]

### キング・クリムゾン
- 『クリムゾン・キングの宮殿』 - In the Court of the Crimson King (1969年)
- 『ポセイドンのめざめ』 - In the Wake of Poseidon (1970年)

### マクドナルド・アンド・ジャイルズ
- 『マクドナルド・アンド・ジャイルズ』 - McDonald and Giles (1971年)

### マイケル・ジャイルズ
- Ghost Dance (1996年)[14] ※1983年録音。サウンドトラック。ジェイミー・ミューア、デヴィッド・カニンガムと連名
- 『プログレス』 - Progress (2002年) [12]※1978年録音

### 21stセンチュリー・スキッツォイド・バンド
- 『オフィシャル・ブートレグ Vol.1』 - Official Bootleg V.1 (2002年)
- 『ライヴ・イン・ジャパン 2002』 - Live in Japan (2003年) ※CD＋DVD

### マイケル・ジャイルズ・マッド・バンド
- The Adventures Of The Michael Giles MAD BAND (2009年)[17]
- In The Moment (2011年) [18]※ゲスト、キース・ティペット

### セッション

#### ルーサー・グローヴナー
- Under open skies (1971年)

#### マレー・ヘッド
- Nigel Lived (1972年)

#### ジャクソン・ハイツ
- 『フィフス・アヴェニュー・バス』 - The Fifth Avenue Bus (1972年)
- 『ラガマフィンズ・フール』 - Ragamuffins Fool (1972年)
- 『バンプ・ン・グラインド』 - Bump n' Grind (1973年)

#### レオ・セイヤー
- 『シルバー・バード』 - Silverbird (1973年)
- 『ジャスト・ア・ボーイ』 - Just a Boy (1974年)
- 『アナザー・イヤー』 - Another year (1975年)

#### ケヴィン・エアーズ
- 『夢博士の告白』 - The Confessions of Dr. Dream and Other Stories (1974年)

#### ジョン・G. ペリー
- 『サンセット・ウェイディング』 - Sunset Wading (1976年)
- Seabird (1995年)

#### アンソニー・フィリップス
- 『ワイズ・アフター・ジ・イヴェント』 - Wise After the Event (1978年)
- 『サイズ』 - Sides (1979年)

#### ブライアン・フェリー
- 『タクシー』 - Taxi (1993年)

#### イアン・マクドナルド
- 『ドライヴァーズ・アイズ』 - Drivers Eyes (1999年)